# Levinus Battus
Levinus Battus (Gent december 1545 - Rostock 11 april 1591) was een Duitse wiskundige en arts, van Zuid-Nederlandse origine. Hij was hoogleraar aan de universiteit van Rostock.

## Levensloop

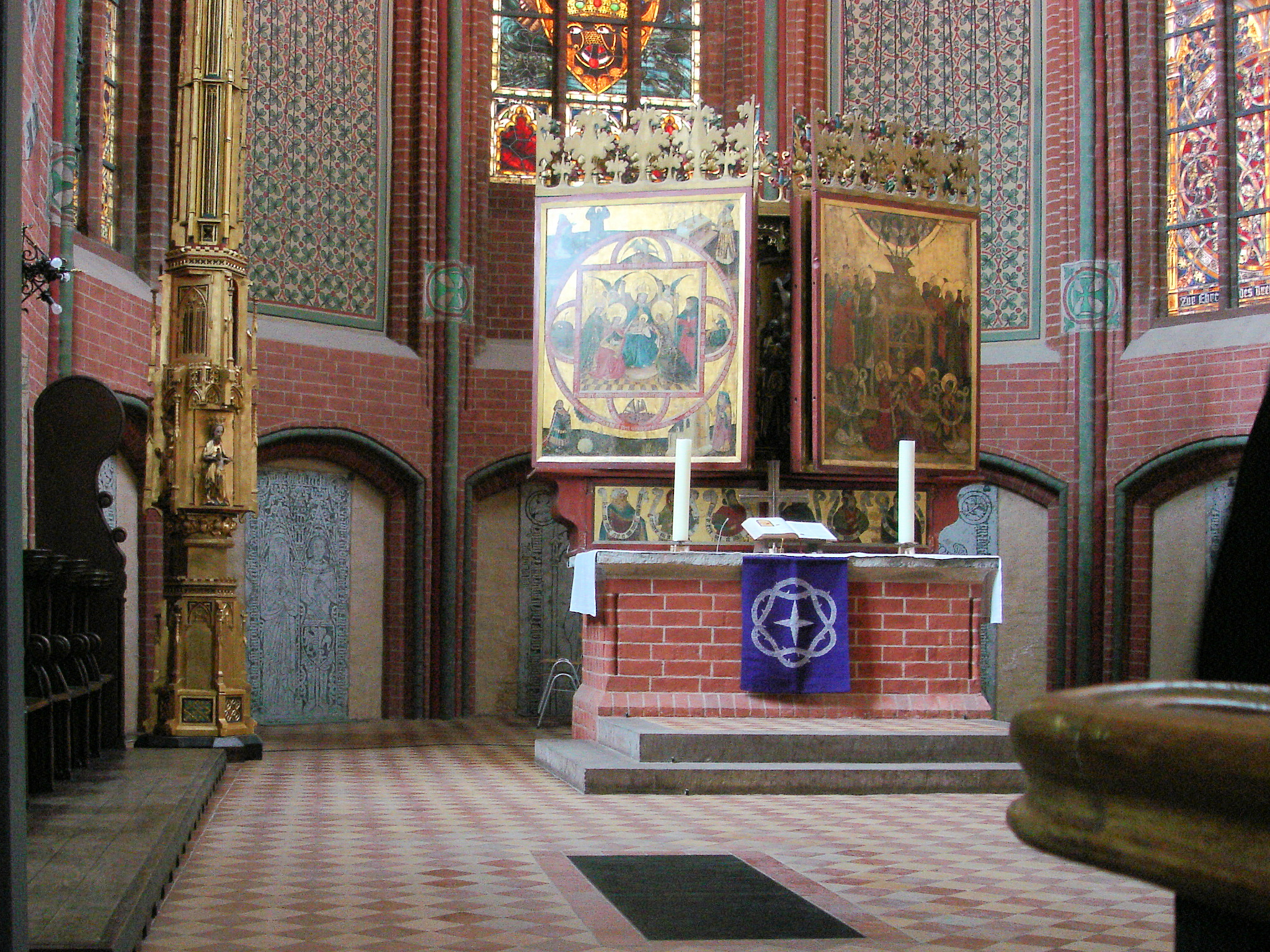
universiteitskerk van Rostock

Battus is geboren in Gent (1545); zijn ouders waren Bartolomeus Battus en Martina Bissota. Battus groeide op in Gent, waar hij Latijn en Grieks leerde. Hij leerde wiskunde in Antwerpen en onderwees wiskunde. Battus was lutheraan. In 1556 ontvluchtte hij Antwerpen omwille van vervolgingen van lutheranen. Hij trok naar Rostock en studeerde tevens aan de universiteit van Wittenberg. In 1558 promoveerde hij tot magister artium in Wittenberg. Van 1560 tot 1565 doceerde hij wiskunde aan de universiteit van Rostock. Toen de pest uitbrak in Rostock (1565) vluchtte hij naar Noord-Italië. 
Van 1565 tot 1566 studeerde hij medicijnen, waarschijnlijk in Padua en/of Venetië. Hij promoveerde er tot doctor in de medicijnen en keerde terug naar Rostock. Hij werd bevorderd tot hoogleraar.
Vanaf 1568 tot zijn dood in 1591 was Battus hoogleraar medicijnen aan de universiteit van Rostock. Hij werd tweemaal decaan  medicijnen (1579 en 1586) en werd in 1587 bevorderd tot vice-kanselier van de universiteit van Rostock. Zijn belangrijkste publicatie is getiteld Epistolas Quasdam Medicinales.
Battus was tweemaal gehuwd. Zijn eerste vrouw was Anna Pegeltana, dochter van Konrad Pegelius, die een lutheraans theoloog en rector van de universiteit van Rostock was. Zijn tweede vrouw was Magdalena Tancariana. Battus had meerdere kinderen. 
Twee zonen zijn bekend: 
- Levinus (junior) Battus: jurist en docent rechten in Rostock
- Konrad Battus: arts.